# Mitreo del Caseggiato di Diana
Il Mitreo del Caseggiato di Diana (I,III,3-4) era un mitreo, luogo di culto del mitraismo, che si trovava nella regio I della città romana di Ostia.

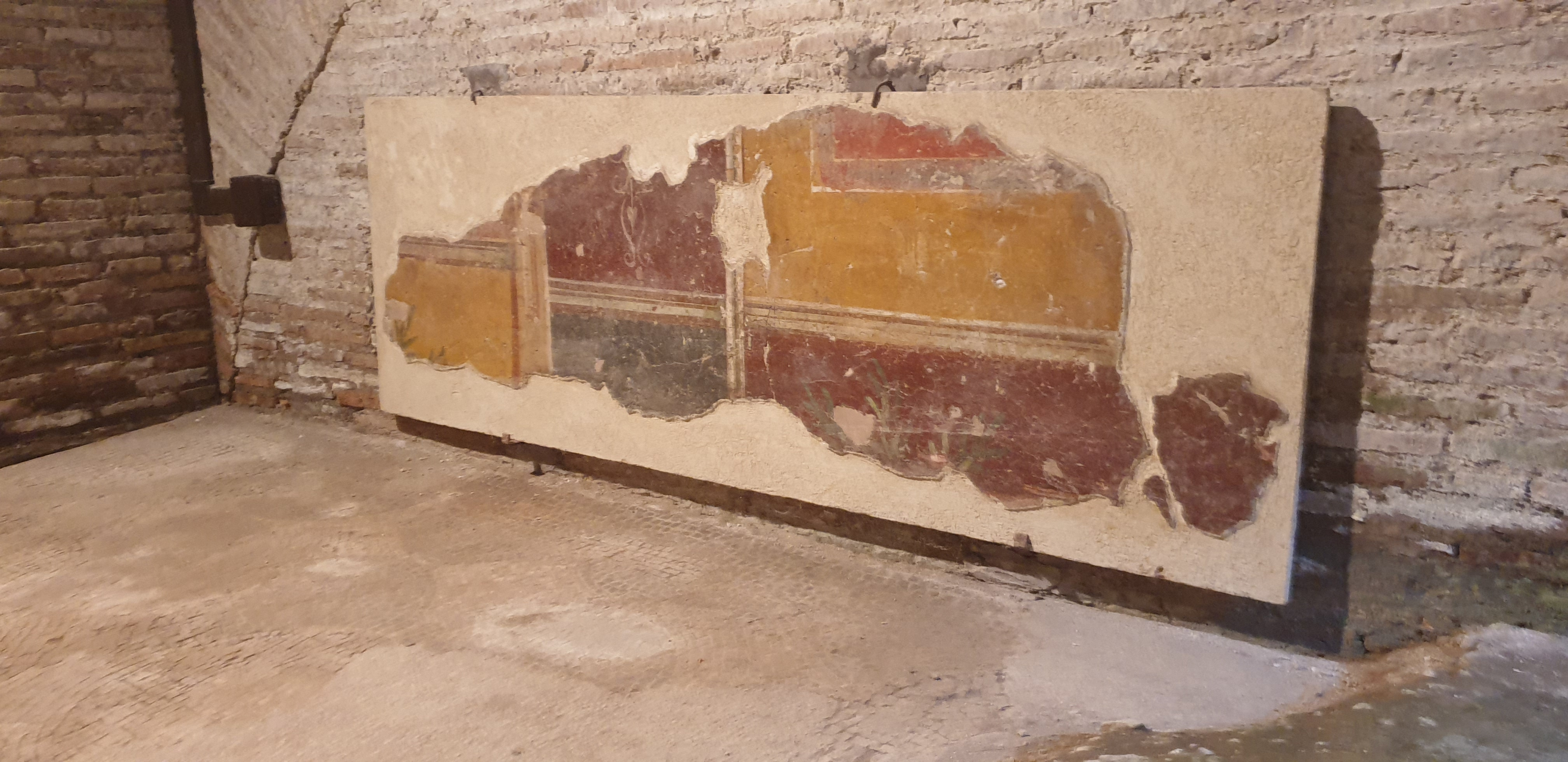
Resti di parete affrescata

## Descrizione
Il caseggiato di Diana, confina a sud con via di Diana, ad ovest con la via dei Balconi, a nord con il Caseggiato del Mitreo di Menandro (I,III,5), ed ad est con il Caseggiato dei Molini (I,III,1). Il Mitreo della Casa di Diana, scoperto durante gli scavi degli anni 1914-1915, si trova in due stanze nell'angolo nord-orientale del caseggiato, e risale alla fine del II secondo o all'inizio del III secolo d.C. .
Nell'angolo sud-ovest della stanza meridionale c'erano due porte, nel muro meridionale e nel muro occidentale, che fu chiusa quando venne costruito il mitreo. Tra la stanza meridionale e quella settentrionale ci sono due porte (quella centrale era originariamente una finestra), e la stanza settentrionale riceveva luce indiretta ed era piuttosto buia. In entrambe le stanze furono costruiti dei podi (h. 0,60), ma quelli nella stanza meridionale sono scomparsi, lasciando visibile un mosaico geometrico bianco e nero più antico. Tra i podi meridionali c'è un pozzo, appartenente al mitreo. I podi erano raggiungibili tramite alcuni gradini all'estremità sud.
Contro la parete di fondo della stanza settentrionale si trovano un altare (h. 0,78) e un'edicola (h. 3,20). L'edicola è ricoperta di intonaco bianco, con alcuni accenti rossi. A sinistra e a destra della nicchia dell'edicola c'erano semicolonne in stucco, poggianti su mensole di travertino. La volta della nicchia era decorata con pezzi di pomice e vernice blu, in riferimento alla grotta mitraica.

## Iscrizioni
Nel mitreo è stata ritrovata una iscrizione dedicatoria del pater del mitreo Marcus Lollianus Callinicus:
```
in
 
latino
 
 M(arcus) LOLLIANVS / CALLINICVS PATER / ARAM DEO DO(no) DE(dit)
.
```